# Philosophische Theologie im Zeitalter des Nihilismus
Die philosophische Theologie im Zeitalter des Nihilismus ist eine von Wilhelm Weischedel um 1961 entwickelte existenzphilosophische Spielart einer Natürlichen Religion.

## Die philosophische Existenzweise
Weischedel geht vom Philosophieren als Existenzweise aus, um seine philosophische Theologie zu begründen. Philosophieren ist radikales Fragen und zeigt, dass überall von unbegründeten Voraussetzungen ausgegangen wird. Das radikale Fragen bildet den Ausgangspunkt für die Philosophische Theologie.
Die Philosophie weiß sich drei Grundhaltungen verpflichtet:
1. dem offenen Skeptizismus, da sie alle Behauptungen streng auf Wahrheit überprüft, die Möglichkeit der Wahrheit aber nicht leugnet;
2. dem offenen Atheismus, da sie Gott nicht annehmen, aber auch seine Nichtexistenz nicht dogmatisch verkünden kann;
3. dem offenen Nihilismus: Der Nihilismus behauptet, dass es keinen Sinn und kein Sein gibt und Aussagen über Sinn und Sein nicht wahr sind. Philosophie ist offener Nihilismus, da sie die Möglichkeit der Wahrheit weder leugnet noch voraussetzt. Ihr erscheint alles Sein als fraglich, aber nicht als nichtig. Sie fragt radikal nach Gründen für Sinn, leugnet aber nicht von vorneherein, dass es Gründe geben kann.

Sinn heißt Verstehbarkeit, das Sinnhafte ist das Verstandene. Er wird von einem Subjekt vergeben, kommt aber der Sache selbst zu. Ein Sinnstiftendes verleiht dem Sinnhaften den Sinn. Das Sinngebende muss allerdings selbst sinnvoll sein, um Sinn stiften zu können. Wenn es etwas gibt, das Sinn hat, steht dies in einem umfassenden Sinnzusammenhang. Über den Sinn des Einzelnen lässt sich nur urteilen, wenn es einen Gesamtsinn gibt. Wenn es einen bedingten Sinn gibt, dann auch einen unbedingten. Es gibt nur einen unbedingten Sinn oder totale Sinnlosigkeit.
Der Mensch nimmt, noch vor jeder Reflexion, unbewusst einen Sinn seines Tuns und damit einen Sinn des Ganzen, letztlich einen unbedingten Sinn an. Diese naive Sinngewissheit kann jedoch stets fraglich werden. Es lässt sich kein gegründeter unbedingter Sinn finden. Ein Nihilist verneint den Sinn von allem und lebt in der Existenzweise des Trotzes oder der Ironie. Ein Glaubender postuliert dogmatisch einen Sinn. Der Philosoph verharrt zwischen beiden Alternativen in der offenen Schwebe zwischen Sinn und Sinnlosigkeit.
Das (radikale) Fragen ist ein grundlegendes Wesensmoment des Menschen. Der Mensch kann zum Entschluss des ständigen radikalen Fragens kommen, das die einzige Reaktion auf die Fraglichkeit ist, die ihr gerecht wird. Die philosophische Existenzweise ist aber nicht notwendig, der Mensch ist frei, auch andere Möglichkeiten zu ergreifen.

## Grundlegung der philosophischen Theologie
Eine philosophische Theologie muss aus den Konsequenzen der philosophischen Existenzweise erschlossen werden. Sie darf keine anderen Zusatzannahmen machen als diejenige der radikalen Fraglichkeit.
Die radikale Fraglichkeit ist die philosophische Grunderfahrung. Erfahrungen der Fraglichkeit können im Misslingen, in Verrat, Tod eines Anderen oder eigener Todesnähe, Langeweile, Krieg, Stille (beispielsweise einer lauen Sommernacht), in der Ferne des Mitmenschen, durch das Nachdenken über das Unendliche oder die schlichte Betrachtung eines Dings in Bezug auf sein Sein auftreten. Diese Erfahrungen können von jedem Menschen gemacht werden und werden hin und wieder von jedem Menschen gemacht. Die einzelnen Erfahrungen weisen auf die radikale Fraglichkeit hin. Sie ist in diesen Erfahrungen unmittelbar präsent, jedoch nicht auf die einzelnen Erfahrungen zurückführbar. Die Erfahrungen sind vergleichbar mit den Grenzsituationen Karl Jaspers.
Das Wesen der Wirklichkeit ist die radikale Fraglichkeit, weil nur sie bleibt, wenn alles fraglich wird. Daher kommt es zur Frage nach den Bedingungen der Möglichkeit der Fraglichkeit, die selbst ebenfalls fraglich ist. Dies darf allerdings nicht als Frage nach dem Grund oder der Herkunft der Fraglichkeit verstanden werden, da man dadurch wieder in die traditionelle Substanzmetaphysik zurückfiele. Daher ist die beste Formulierung die Frage nach dem „Vonwoher“ der Fraglichkeit. Weischedel will also eine relationale Ontologie begründen.
Das Vonwoher der Fraglichkeit ist die einzige Möglichkeit, noch von Gott zu reden. Gott ist nicht mehr das höchste Seiende oder eine Person oder ein Geist. Er muss von der Fraglichkeit der Wirklichkeit her betrachtet werden und kann daher nichts anderes als das Vonwoher der Fraglichkeit sein. Dies darf aber keinesfalls als ein Herleitungsschluss im Sinne eines Gottesbeweises verstanden werden.
Von Gott kann nicht wie über unmittelbare begriffliche oder reale Gegebenheiten geredet werden, sondern nur im philosophischen Entschluss, der die Welt als fraglich ansieht und Gott als Vonwoher der Fraglichkeit betrachtet. Da das Vonwoher eine andere Seinsweise hat als die fragliche Wirklichkeit, stellt sich die Frage, wie man über Gott reden kann. Schweigen oder eine neue Sprache sind ungenügende Antworten. Das Sprechen über das Vonwoher benötigt eine schwebende Sprache: Man kann nur analogisch von Gott reden, also Reden in Hinblick auf etwas anderes. Dabei gibt es zwar Übereinstimmung im Reden, aber keine begriffliche Identität. Es gibt einen qualitativen Unterschied zwischen Gott und Welt.
Das Vonwoher kann als Geheimnis beschrieben werden. Dies ist Teil seines Wesens. Das Vonwoher wird präsent in der Erfahrung der fraglichen Wirklichkeit. Es ist wesenhaft Vorgehen in die fragliche Wirklichkeit. Es ist wesenhaft mächtig, da es alles in Fraglichkeit wirft. Dies darf aber nicht verstanden werden, als wäre das Vonwoher eine Person mit Macht. Zum Wesen des Vonwoher gehört auch das Erschüttern. Das Vorgehen erwirkt das Schweben zwischen dem Sein und dem Nichtsein.
Der Gott der Philosophen (das Vonwoher) ist das absolute Schweben zwischen Sein und Nichtsein. Angesichts seines nahen Todes ließ Wilhelm Weischedel die Zeilen notieren:

„Im dunklen Bechergrund

erscheint das Nichts des Lichts.

Der Gottheit dunkler Schein

ist so: das Licht des Nichts.“

Mehr kann über Gott nicht ausgesagt werden. Er ist umfassender als das, was der menschliche Geist begreifen kann. Daher tritt an die Stelle des Redens über Gott das Schweigen. Das Vonwoher ist dabei nicht nur sein-, sondern auch sinnermöglichend. Es ist aber zugleich auch sinnzerstörend. Die Weltwirklichkeit kann weder als eindeutig sinnhaft noch als eindeutig sinnlos betrachtet werden.

## Abgrenzung vom Gott des Christentums
Der neue, philosophische Gottesbegriff hat nichts mit dem traditionellen christlichen Reden über Gott zu tun. Deutliche Differenzen gibt es darin, dass das Christentum Gott als Trinität sieht. Der Gott der Philosophen ist kein transzendenter Gott. Die philosophische Theologie kann auch keine Aussagen über das Wesen Gottes machen (z. B. dass er Person oder Geist ist), da dies nicht erfahrbar ist. In der philosophischen Theologie gibt es keine Offenbarung Gottes (z. B. in der Geschichte, durch Personen oder in Jesus). Es gibt somit einen Gegensatz der Grunderfahrungen im Christentum und in einer philosophischen Theologie.